# Мијазино
Мијазино (итал. Miasino) је насеље у Италији у округу Новара, региону Пијемонт.
Према процени из 2011. у насељу је живело 398 становника. Насеље се налази на надморској висини од 474 м.

## Становништво
Према резултатима пописа становништва 2011. у општини је живело 887 становника.
| 1936. | 1951. | 1961. | 1971. | 1981. | 1991. | 2001. | 2011. |
| ----- | ----- | ----- | ----- | ----- | ----- | ----- | ----- |
| 934   | 1.003 | 1.006 | 893   | 906   | 932   | 953   | 887   |